# Damir Lesjak
Damir Lesjak (Čakovec, 1967.) je bio hrvatski nogometaš. Po vokaciji obrambeni igrač. 
Nastupao je za zagrebački Dinamo od 1986. do 1995. godine te je osvojio hrvatsko prvenstvo 1993. godine i kup 1994. godine. Nastupao je i za izraelski Hapoel iz Haife od 1996. do 1997. godine i belgijski Excelsior Mouscron od 1996. do 1999. godine. 
Za zagrebački Dinamo je odigrao 510 utakmica postigavši 8 pogodaka. Dobra pregleda igre, vrlo borben, najčešće u ulozi libera, spretno se uključivao u napadačke akcije. U Dinamo je došao iz Čakovca kao omladinski reprezentativac i član mlade reprezentacije Jugoslavije.